# Saint-Eulien
Saint-Eulien è un comune francese di 444 abitanti situato nel dipartimento della Marna nella regione del Grand Est.

## Società

### Evoluzione demografica
Abitanti censiti